# Pachycephala olivacea
A Pachycephala olivacea a madarak osztályának verébalakúak (Passeriformes) rendjébe és a légyvadászfélék (Pachycephalidae) családjába tartozó faj.

## Rendszerezése
A fajt Nicholas Aylward Vigors és Thomas Horsfield írták le 1827-ben.

## Alfajai
- Pachycephala olivacea macphersoniana (H. L. White, 1920) - Kelet-Ausztrália
- Pachycephala olivacea olivacea (Vigors & Horsfield, 1827) - Délkelet-Ausztrália
- Pachycephala olivacea bathychroa (Schodde & I. J. Mason, 1999) - Délkelet-Ausztrália
- Pachycephala olivacea apatetes (Schodde & I. J. Mason, 1999) - Tasmania és a Bass-szoros szigetei
- Pachycephala olivacea hesperus (Schodde & I. J. Mason, 1999) - Dél-Ausztrália [2]

## Előfordulása
Ausztrália keleti és délkeleti részén, valamint Tasmania szigetén honos. Természetes élőhelyei a mérsékelt övi erdők,  szubtrópusi és trópusi síkvidéki és hegyi esőerdők, valamint cserjések. Állandó, nem vonuló faj.

## Megjelenése
Testhossza 21 centiméter, testtömege 35–41 gramm.
|  |

## Életmódja
Ízeltlábúakkal, főleg rovarokkal táplálkozik.

## Természetvédelmi helyzete
Az elterjedési területe nagyon nagy, egyedszáma ugyan csökken, de még nem éri el a kritikus szintet. A Természetvédelmi Világszövetség Vörös listáján nem fenyegetett fajként szerepel.